# Жумаев, Нодир Хосиятович
Нодир Хосиятович Жумаев (узб. Nodir Hosiyatovich Jumayev; род. 18 февраля 1976, Ташкент) — узбекский финансист, доктор экономических наук, профессор, депутат Законодательной палаты Олий Мажлиса Республики Узбекистан. Член Либерально-демократической партии Узбекистана.

## Биография
Нодир Жумаев родился 18 февраля 1976 года в Ташкенте. В 1997 окончил Ташкентский финансовый институт, а в 2001 году Банковско-финансовую академию Республики Узбекистан. Владеет узбекским, английским и русским языками.
С 1996 по 2002 годы ведущий экономист, начальник отдела, затем начальник управления Центрального банка.
В 2002—2006 годах доцент, заведующий кафедрой Ташкентского финансового института.
В 2005—2009 профессор по научной работе Банковско-финансовой академии.
С 2009 по 2010 годы занимал должность проректора по финансово-экономической деятельности Университета мировой экономики и дипломатии. В 2010 году работал председателем Комитета по труду и социальным вопросам Законодательной палаты Олий Мажлиса.
С 2010 по 2012 должность ректора Ташкентского государственного экономического университета, а с 2012 по 2015 должность ректора университета Мировой экономики и дипломатии.
С 2017 года профессор Банковско-финансовой академии Республики Узбекистан.
В 2020 году был избран депутатом Законодательной палаты Олий Мажлиса Республики Узбекистан. Член Фракции Движения предпринимателей и деловых людей — Либерально-демократической партии Узбекистана. Входит в Комитет по международным делам и межпарламентским связям. 20 июня 2023 года избран председателем комитета по вопросам промышленности, строительства и торговли нижней палаты парламента.